# カーティス・ギルド
カーティス・ギルド（Curtis Guild, 1860年2月2日 - 1915年4月6日）は、アメリカ合衆国の政治家。1906年から1909年まで第43代マサチューセッツ州知事を務めた。

## 生涯

### 青年期
カーティス・ギルドは、1860年2月2日にマサチューセッツ州ボストンにおいて、報道事業に従事する家庭に生まれた。同名の父親カーティス・ギルドは雑誌『Commercial Bulletin』を刊行し、芸術を愛し、ボストン市民協会の代表を務めていた。

### 公職
ギルドはハーバード大学を卒業後、父親の新聞社に就職した。その後、1881年にマサチューセッツ州下院議員に選出された。
1891年、ギルドはマサチューセッツ州志願兵に参加し、1898年には准将に昇格した。米西戦争の間、ギルドはキューバのハバナで検察官を務めた。

### 州知事への就任
1903年、ギルドはジョン・ルイス・ベイツ知事の下でマサチューセッツ州副知事に就任し、続くウィリアム・ルイス・ダグラス知事の下でも州副知事を務めた。そして1905年、ギルドはマサチューセッツ州知事に選出され、1906年から1909年まで知事職を務めた。

### 暗殺未遂
1907年、精神病院から逃亡した患者が短銃を携えてマサチューセッツ州会議事堂に逃げ込んだ。その患者は同州リンから訪問していた労働組合の代表エドワード・コーエンを発見すると、その人物が州知事ギルドであると誤認し、短銃を発砲した。

### 晩年
知事退任後、ギルドは共和党の副大統領候補の1人として選出された。だが予備選挙においてギルドは敗退した。ギルドはその後1911年から1913年まで合衆国の駐ロシア特命全権大使を務めた。
1915年4月6日、ギルドは死去した。ギルドの遺体は、マサチューセッツ州ボストンのフォレスト・ヒル墓地に埋葬された。

## 栄誉
東ボストンにあるカーティス・ギルド小学校は、州知事としてのギルドにちなんで名づけられたものである。